# José Ramón Gutiérrez Martínez
José Ramón Gutiérrez Martínez (Santiago, 1855-1933) fue un periodista y político chileno.

## Primeros años de vida
Fue hijo de Juan de Dios Gutiérrez y de Jesús Alliende Martínez. Estudió en el Colegio de los Sagrados Corazones, 1869-1874 y Derecho en la Universidad de Chile. Juró como abogado el 20 de junio de 1890.
Se casó con Carolina Alliende y tuvieron once hijos, entre ellos a los ex parlamentarios: Luis Gutiérrez Alliende y José Ramón Gutiérrez Alliende.

## Vida pública
Trabajó en su profesión de abogado en Valparaíso y Santiago; fue profesor de Derecho Civil en la Facultad de Derecho de la Pontificia Universidad Católica de Chile, 1903-1920 y profesor honorario de la misma, en 1931.
Notable periodista porteño y santiguino, colaboró en "El Independiente" desde su época de estudiante, como traductor de folletines y redactor.
Fue gerente de "La Unión" de Valparaíso, redactor en 1888 y luego director hasta 1889. Escribió en la Revista de Artes y Letras en 1884.
En la Convención Conservadora celebrada en diciembre de 1921, pronunció un discurso sobre la acción social católica y el gremialismo obrero.
Militó toda su vida en el Partido Conservador.
Fue elegido primer alcalde de Valparaíso, donde se destacó por dar prioridad a los intereses locales.
Ministro de Industria y Obras Públicas, 21 de octubre al 25 de diciembre de 1905 y del 26 de diciembre de 1905 al 19 de marzo de 1906, bajo el ministerio de Miguel Cruchaga. Ministro del Interior, 15 de agosto de 1911 al 6 de enero de 1912.
Fue elegido diputado por Quillota y Limache, período 1891 a 1894; integró la Comisión Permanente de Educación y Beneficencia.
Diputado por Valparaíso y Casablanca, período 1906 a 1909; integró la Comisión Permanente de Legislación y Justicia y presidió la Comisión Permanente de Obras Públicas.
Nuevamente electo diputado por La Victoria y Melipilla, periodo 1909 a 1912, en una elección complementaria. Se incorporó el 5 de febrero de 1910, en reemplazo de Ramón Rivas Ramírez, que falleció en diciembre de 1909. Fue diputado reemplazante en la Comisión Permanente de Relaciones Exteriores.
En 1911 se designó una Comisión Parlamentaria de Colonización y se le confió la presidencia. Visitó la zona austral para impregnarse de la situación y volvió con proyecciones de esperanza. Como resultado de su estudio, la Comisión presentó tres proyectos: uno sobre colonización nacional, otro sobre radicación de indígenas y el tercero acerca de la constitución de un tribunal colonizador. Si bien estas propuestas no dieron resultado inmediato, todos estos antecedentes sirvieron para la solución que se dio en 1928, al problema de la constitución de la propiedad austral.
Fue decano de la Facultad de Derecho de la Pontificia Universidad Católica de Chile, 1914-1920.
Entre otras cosas, fue director del Club Hípico de Santiago.
En el año 1925 realizó una gira a Europa, por motivos de salud y de estudios. Después de este viaje, no reapareció en la escena pública. Vivió en Santiago, dedicado al hogar y a sus lecturas favoritas. Trabajó también, en la preparación de un libro.
En 1931, le pidió, «con lágrimas en los ojos» a su amigo Juan Esteban Montero, que aceptara ser candidato a la presidencia de la República.